# Jessica Amanda Salmonson
Jessica Amanda Salmonson (Seattle, 6 januari 1950) is een Amerikaans schrijver en redacteur van gedichten, sciencefiction-, fantasy- en horrorboeken en -verhalen.

## Biografie
Jessica Amanda Salmonson werd in 1950 geboren in Seattle als Jesse Amos Salmonson. Salmonson begon met het publiceren van verhalen onder de naam Amos Salmonson in 1973 in het kleinschalig tijdschrift The Literary Magazine of Fantasy and Terror waarvan ze een van de redacteuren was. De zeven uitgaven van het tijdschrift waren een forum voor het feminisme en Salmonson schreef openlijk over haar transseksualiteit en geslachts- en naamsverandering. Haar Tomoe Gozen-trilogie (1981 – 1984) speelt zich af in een alternatief feodaal Japan in een ander universum en combineert het verhaal van de historische vrouwelijke samoeraikrijger Tomoe Gozen met legendes en creaturen uit de Japanse mythologie.
Salmonson was ook redacteur van verschillende anthologieën met fantasieverhalen van verschillende auteurs, Amazons! en Amazons II, Heroic Visions en Heroic Visions II, Tales by Moonlight en Tales by Moonlight II en What Did Miss Darrington See: An Anthology of Feminist Supernatural Stories. Ze was ook redacteur van verhalenbundels met spookverhalen en bizarre verhalen die als belangrijk voor het genre worden aanzien van auteurs zoals Marjorie Bowen, Alice Brown, Thomas Burke, Olivia Howard Dunbar, Hildegarde Hawthorne, Julian Hawthorne, Augustus Jessopp, Sarah Orne Jewett, Anna Nicholas, Fitz-James O'Brien, Vincent O'Sullivan, Georgia Wood Pangborn, Harriet Prescott Spofford, Mary Heaton Vorse en Jerome K. Jerome.

### Tomoe Gozen-trilogie
- Tomoe Gozen (1981); heruitgegeven als The Disfavored Hero (1999)
- The Golden Naginata (1982)
- Thousand Shrine Warrior (1984)

### Andere romans
- The Swordswoman (1982)
- Ou Lu Khen and the Beautiful Madwoman (1985)
- Anthony Shriek, His Doleful Adventures; or, Lovers of Another Realm (1992)
- Namer of Beasts, Maker of Souls: The Gnostic/Cabbalistic Biography of Merlin (2011)

### Collecties
- Tragedy of the Moisty Morning (1978)
- Hag's Tapestry (1986)
- A Silver Thread of Madness (1989)
- John Collier and Fredric Brown Went Quarreling Through My Head (1989)
- Harmless Ghosts (1990)
- Mystic Women: Their Ancient Tales and Legends Recounted by a Woman Inmate of the Calcutta Insane Asylum (1991)
- The Mysterious Doom and Other Ghostly Tales of the Pacific Northwest (1992)
- The Eleventh Jaguarundi and Other Mysterious Persons (1995)
- Phantom Waters: Northwest Legends of Rivers, Lakes & Shores (1995)
- Mister Monkey and Other Sumerian Fables (1995)
- Twenty-one Epic Novels (2002)
- The Dark Tales (1991)
- Strange Miniatures from a Northwest Studio (2001)
- The Deep Museum: Ghost Stories of a Melancholic (2003)
- The Compleat Weird Epistles of Penelope Pettiweather, Ghost Hunter (2016)

### Poëzie
- The Black Crusader and Other Poems of Horror (1979)
- On the Shores of Eternity (1981)
- Feigned Death and Other Sorceries (1983)
- Innocent of Evil: Poems in Prose (1984)
- The Ghost Garden (1988)
- Sorceries and Sorrows: Early Poems (1992)
- Songs of the Maenads (1992)
- The Horn of Tara (1995)
- Lake of the Devi'l (1995)
- The Death Sonnets and Others (2015)
- Pets Given in Evidence of Old English Witchcraft and Other Bewitched Beings (2016)
- Daisy Zoo and Other Punk-Ass Nonsense (2016)

### Non-fictie
- The Encyclopedia of Amazons: Women Warriors from Antiquity to the Present Era (1991)
- Wisewomen and Boggy-Boos: A Dictionary of Lesbian Fairy Lore (1992) (met Jules Remedios Faye)

## Prijzen
- 1980: World Fantasy Award for best collection, Amazons! (1979)[2]
- 1990: Lambda Literary Award for Lesbian Science Fiction/Fantasy, What Did Miss Darrington See?: An Anthology of Feminist Supernatural Fiction.[3]